# سباحة جنبية
السِّبَاحَةُ الجَنْبِيَّةُ أو سباحة الجانب هي نوع سباحة، سميت كذلك لأن السبّاح يسبح على جنبه بحركة ذراعين وساقين غير متناظرة، وهو مفيد كتقنية لإنقاذ الأرواح وغالبًا ما يستخدم للسباحة لمسافات طويلة. تسمح السباحة الجنبية للسبّاح بزيادة القدرة على التحمل لأنه، بدلاً من العمل بذراعيه وساقيه في نفس الوقت بالطريقة نفسها، فإن السباحة الجنبية تستخدمهما في وقت واحد ولكن بشكل مختلف. يمكن للسبّاح الذي سئم من السباحة على جنب واحد أن يستدير ويسبح على الجنب الآخر، وتغيير الإجراء يساعد الأطراف على الشفاء.
الأيدي تعمل مثل المجاذيف، ولا تضيع أي قوة عن طريق العمل المائل. في السباحة العادية على الجنب الأيمن، تتحرك الذراع اليسرى برفق في الماء، تقريبًا في راحة. ثم، عندما تصبح الذراع المستخدم متعبةً، ينقلب السبّاح على الجنب الآخر، وتعمل الذراع اليسرى بينما تستقر الذراع الأيمن.
تتحرك الأرجل في اتجاهين متعاكسين مع ثني الساقين وتصفيفهما معًا. حركة الركل مبالغ فيها وبطيئة، مما يفتح الساقين عريضًا لتوفير المزيد من الدفع بدلاً من الحركة الصغيرة السريعة لركلة الرفرفة.